# Patton Township (Pennsylvanie)
Pour l’article homonyme, voir Patton Township (comté de Ford, Illinois).
Patton Township est un township, situé au centre du comté de Centre, aux États-Unis,. En 2010, il comptait une population de 15 311 habitants.

## Démographie
Lors du recensement de 2010, le township comptait une population de 15 311 habitants. Elle est également estimée, en 2016, à 15 988 habitants.

### Source de la traduction
- (en) Cet article est partiellement ou en totalité issu de l’article de Wikipédia en anglais intitulé « Patton Township, Centre County, Pennsylvania » (voir la liste des auteurs).